# Mellankotskiva

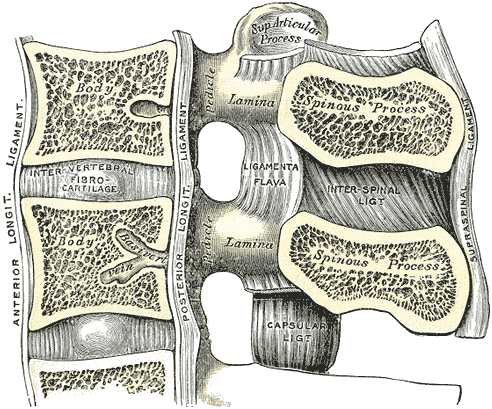
Sektion i midsagittalplanet genom två ländkotor (vertebrae lumbales) och omgivande ligament.
Mellankotskivorna syns till vänster i bild.
Illustration: Gray's Anatomy, 1918. (PD)

Mellankotskiva, intervertebraldisk (latin: singularis discus intervertebralis, pluralis disci intervertebrales) är, i människans kropp, de broskskivor i ryggraden (columna vertebralis) som förbinder ryggkotornas (vertebrae) kotkroppar (corpus vertebrae). Varje kotskiva utgör en oäkta led (symfyser) som agerar som kraftiga, fjädrande leder som medger ryggkotorna viss rörlighet samtidigt som de agerar som ligament som håller ihop ryggraden.
Varje mellankotskiva består av yttre fibrös ring, anulus fibrosus där kollagenet är ordnat i lameller, så att varje lagers riktning har 90 grader mot lagret intill. Ringen omger en inre geléartad kärna, nucleus pulposus. Ringen består av flera lager fibrös bindväv som fördelar trycket jämnt över kärnan. Kärnan består av lösa fibrer i en gelatinös massa som fungerar som stötdämpare som håller kotkropparna isär. Diskarna binds till kotkropparna genom ändplattor av hyalint brosk.
Det finns en mellankotskiva mellan varje par intilliggande ryggkotor, utom för den första halskotan (vertebra cervicalis), ringkotan (atlas) som istället har formen av en ring som roterar kring ett konformat utskott på den andra cervikalkotan (tappkotan, axis). Varje mellankotskiva identifieras med hjälp av de två intilliggande ryggkotornas nummer. Exempelvis kallas skivan mellan de femte och sjätte cervikalkotan "C5–6".
Diskarna är tjockast i ryggradens rörligaste delar, det vill säga mellan halskotorna och mellan ländkotorna. Tunnast är de mellan bröstkotorna. När vi går upprätta under dagen gör kroppsvikten att diskarna förlorar vätska och blir tunnare. Innan vi gått och lagt oss kan detta göra att kroppen förlorat en centimeter i längd. 
Från 40-årsåldern minskar kärnans storlek samtidigt som sprickbildning kan uppträda i diskarnas fibrösa ringar. Detta kan orsaka läckage som i sin tur kan orsaka att nerver i ryggraden kommer i kläm. Åkomman kallas diskbråck.
Längs med ryggradens fram- och baksida löper två långa ligament (lig. longitudinale anterius och lig. longitudinale posterius) som tillsammans med mellankotskivorna gör ryggraden till en mekanisk enhet.